# Balucher

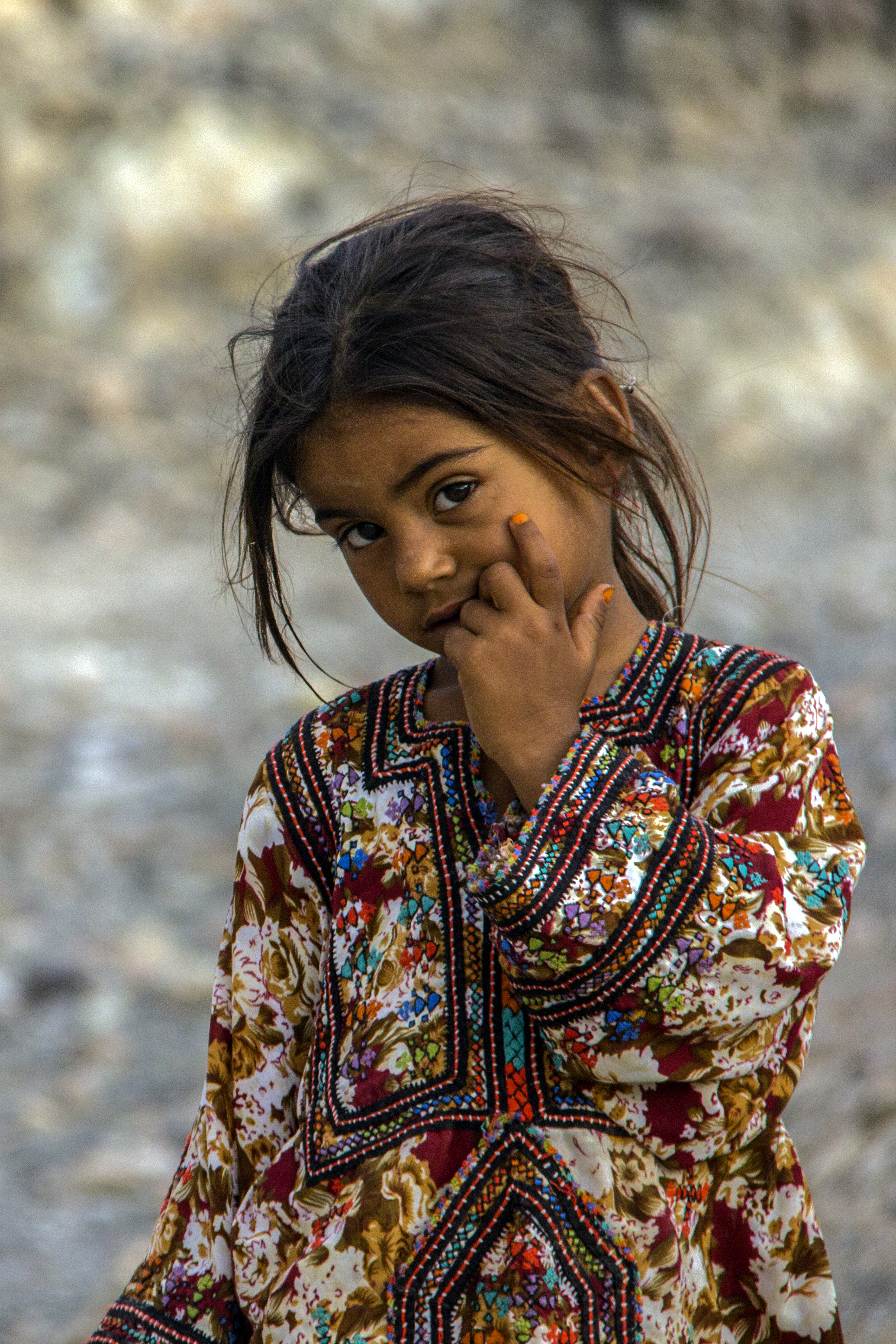
Baluchisk flicka i Iran 2017

Balucher (baluchiska: بلۏچ, baloch), även skrivet belutsjer, balocher, baloucher eller baloocher, är ett iranskt folk, traditionellt förknippade med Baluchistan (där de utgör en majoritet av befolkningen) i Iran och Pakistan samt angränsande delen av Afghanistan. Det dominerande språket bland balucher är baluchiska, ett indoiranskt språk besläktat med persiska. Baloch betyder ungefär mycket stark på sanskrit.
Den övervägande delen balucher är sunnimuslimer.